# Bernard Lovell
Sir Alfred Charles Bernard Lovell OBE, FRS (født 31. august 1913 , død 6. august 2012) var en engelsk fysiker og radioastronom. Han var den første direktør for Jodrell Bank Observatoriet, fra 1945 til 1980.